# Gelkenes
Gelkenes (51° 56′ N, 4° 51′ L) é uma cidade dos Países Baixos, na província de Holanda do Sul. Gelkenes pertence ao município de Molenwaard, e está situada a 12 km sudeste de Gouda.
A área de Gelkenes, que também inclui as partes periféricas da cidade, bem como a zona rural circundante, tem uma população estimada em 300 habitantes.